# 全日本自動車競走選手権大会
1934年（昭和9年）10月の全日本自動車競走選手権大会は、日本の東京市月島4号地において開催された四輪自動車レースである。日本自動車競走大会の第9回大会にあたると考えられていると同時に、全日本自動車競走大会の第1回大会とみなす説もある。

## 主なトピック

### 9年ぶりの開催と興行の成功
前回から9年ぶりで、1934年（昭和9年）10月に開催された。満洲事変（1931年）により、陸軍の機械化国防意識が高まっていた時期であり、軍部の後押しの下、開催が実現した。
この大会は参加者が前回大会から倍増して活気のあるものとなり、外国車もほぼ米国車のみだった前回までと異なり、アルヴィスやブガッティといった欧州車も参戦して華やかな大会となった。加えて、報知新聞社による事前の大々的な宣伝や、JOAK（NHKラジオ第1放送）による全国ラジオ放送中継なども奏功し、日本における自動車レースとして初めて、興行として成功を収めた。
このレースの成功により新しいレーストラックを求める機運が高まり、東京郊外に常設サーキットの多摩川スピードウェイが設立されるきっかけとなり、1935年（昭和10年）から建設が始まった。

### 大会名称
日本自動車競走大会ではこの大会で初めて「全日本選手権」（All-Japan championships）の名が用いられ、後援者の『報知新聞』も宣伝において全国規模の開催であることを強調した。
また、この大会を「第1回」として、次の多摩川スピードウェイで開催された1936年（昭和11年）6月の大会を「第2回全日本自動車競走大会」と呼ぶこともある。

### 実況生中継
JOAK（NHKラジオ第1放送）により実況生中継が行われ、全国放送された。放送は2日目の12時50分から13時50分にかけて行われ、飛行機と自動車の競争、会長杯競走、報知杯競走の模様が放送された
。実況は山本アナウンサーによって行われた。

## 会場
開催地は「月島埋立地」としばしば記載されているが、正確には「月島4号地」のことで、後の地名では月島ではなく晴海にあたる。
土地は28万坪あり、開催前に連日に渡って100名以上の人夫によって除草と地ならしが行われた、開催前日（11月12日）に雨が降ったため、荒れた路面での開催となった。
準備段階でコースの中心部に大きな穴が2か所見つかり、それを埋めるために応急処置も講じられたものの、「これじゃとても走れっこない」と苦言が呈され、開催前夜にロードローラーで4時間がかりで整地して補修したとも言われている。
この大会は興行として成功はしたものの、月島の埋立地も路面の劣悪さはそれまでの開催地と変わらず、その後、この場所で自動車レースが開催されることは二度となかった。

## 内容

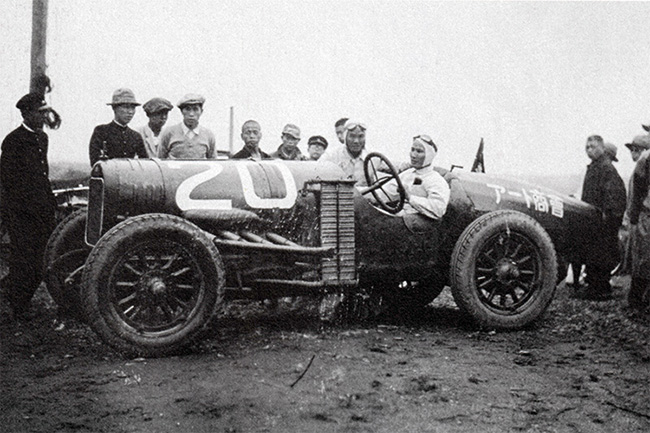
前回大会から9年経ち、1920年代とは形状が異なるカーチス号。

当初は6日と7日に開催される予定だったが、連日の降雨のため延期され、13日と14日に開催された。
20マイルで争われた決勝レースでは、アート商会のアート・カーチスが悪路にもかかわらず平均周回速度で時速100 ㎞以上を記録する速さで走り、内容としても見ごたえのあるものとなったと評価されている。

## 余興における試み

### 飛行機と自動車の競争
余興として、報知新聞社が所有するユンカース・A50型（操縦者は同社の早川飛行士。第六報知号もしくは第七報知号）と、アルヴィスに乗る関根宗次、ブガッティに乗る藤本軍次による空と陸の競争が行われた。

### 早大学生競走
余興として、「早稲田大学学生競走」の名で開催された。早稲田大学の自動車部は1934年に創部されており、同年2月の時点で自動車部による早慶戦も行われているが、この余興に参加したのも同大自動車部なのかは伝わっていない。

## 運営関係者
- 大会会長: 堀内文次郎（陸軍中将）[25]
- 審判長: 田中清（陸軍大佐・陸軍自動車学校幹事）[6][23]
- 審判: 小西昌生（陸軍少佐）、中川宇三郎（陸軍大尉）、曾我武雄（陸軍大尉）、染木武夫（陸軍中尉）[6]

## エントリーリスト
開催2日目の時点で、『報知新聞』は選手の数を「三十余名」と告知している。
| 車番        | ドライバー | 車両             | 馬力   | 出典                |
| ----------- | ---------- | ---------------- | ------ | ------------------- |
| 1           | 内田光三   | マーモン         | 25     | [ 6 ]               |
| 1           | 市川武男   | マーモン         | 25     | [ 26 ]              |
| 1           | 市川金四郎 | マーモン         | 25     | [ 26 ]              |
| 2           | 上野倉造   | シボレー         | 25     | [ 6 ]               |
| 2           | 栄田義信   | シボレー         | 25     | [ 26 ]              |
| 3           | 牧野眞     | フォード         | 24     | [ 6 ] [ 25 ]        |
| 4           | 丸山哲衛   | スワロー         | 32     | [ 6 ] [ 26 ]        |
| 5           | 関根宗次   | アルヴィス       | 11     | [ 6 ]               |
| 6           | 多田健蔵   | イソッタ         | 44     | [ 6 ]               |
| 7           | 長島正虎   | フォード         | 24     | [ 6 ] [ 26 ]        |
| 7           | 三津石六郎 | フォード         | (不明) | [ 4 ] [ 26 ]        |
| 8           | 内山駒之助 | テルコ・ビッドル | 17     | [ 6 ]               |
| 10          | 木村安治   | ブガッティ       | 17     | [ 6 ] [ 25 ]        |
| 11          | 川越豊     | ウイリス         | 15     | [ 6 ] [ 26 ]        |
| 12          | 飯塚昌弘   | テルコ・ビッドル | 19     | [ 6 ]               |
| 14          | 小澤昇太郎 | フォード         | 24     | [ 6 ]               |
| 16          | 村山竹四郎 | クロネコ         | 24     | [ 6 ]               |
| 16          | 諸星光     | フォード         | (不明) | [ 25 ]              |
| 18          | 岩井治喜   | ドラゴン         | 19     | [ 6 ]               |
| 19          | 栄田義信   | シボレー         | 25     | [ 6 ]               |
| 20          | 榊原真一   | アート・カーチス | 51     | [ 6 ] [ 27 ]        |
| 22          | 伊澤誠三   | ピアース・アロー | 36     | [ 6 ] [ 25 ] [ 26 ] |
| [ 注釈 10 ] | 内藤喜代治 | ポンティアック   |        | [ 26 ]              |
| [ 注釈 11 ] | 内田光雄   | フォード         |        | [ 26 ]              |

## 各レースの上位
1日目の予選レースと早大学生競走の周回数は5周（5マイル）の予定だったが、路面状況が良くなかったため、当日に3周に減らされた。
予選レースの組み合わせは抽選で決められた。両日の決勝の優勝者にはそれぞれ賞金1,000円が贈られた。
| レース (周回数) 1周は約1マイル | 1着  | 1着        | 1着              | 1着     | 2着  | 2着        | 2着              | 2着     | 3着  | 3着         | 3着              | 3着     | 補足 | 出典                 |
| レース (周回数) 1周は約1マイル | 車番 | ドライバー | 車両             | タイム  | 車番 | ドライバー | 車両             | タイム  | 車番 | ドライバー  | 車両             | タイム  | 補足 | 出典                 |
| ------------------------------ | ---- | ---------- | ---------------- | ------- | ---- | ---------- | ---------------- | ------- | ---- | ----------- | ---------------- | ------- | --- | -------------------- |
| 第1日・第1予選 (3周)           | 8    | 内山駒之助 | テルコ・ビッドル | 3:34    | 11   | 川越豊     | ウイリス         | 3:34    | 7    | 三津石六郎  | フォード         | 4:04    | | [ 2 ] [ 26 ]         |
| 第1日・第2予選 (3周)           | 20   | 榊原真一   | アート・カーチス | 2:52    | 10   | 木村安治   | ブガッティ       | 2:55    |      |             |                  |         | 1着の平均速度はこの日の最速で、時速およそ98 ㎞（時速61マイル強）を記録。 | [ 2 ] [ 26 ]         |
| 早大学生競走 (3周)             |      | 山田       | フォード         | 3:22    |      | 米倉       | シボレー         | 3:22    |      | 白木        | シボレー         |         | 4着は西尾（フォード）。 | [ 2 ] [ 26 ]         |
| 第1日・第3予選 (3周)           | 7    | 長島正虎   | フォード         | 3:23    | 5    | 関根宗次   | アルヴィス       | 3:27    |      | 加藤        | テルコ・ビッドル | 3:41    | | [ 2 ] [ 26 ]         |
| 第1日・第4予選 (3周)           | 2    | 栄田義信   | シボレー         | 3:14    | 4    | 丸山哲衛   | スワロー         | 3:38.2  | 22   | 伊澤誠三    | ピアース・アロー | 3:46    | | [ 2 ] [ 26 ]         |
| 報知杯争奪競走 (7周)           | 10   | 木村安治   | ブガッティ       | 7:01    | 11   | 川越豊     | ウイリス         | 7:32    | 22   | 伊澤誠三    | ピアース・アロー |         | 他にフォード、テルコ・ビッドル、スワローが参加。 | [ 4 ] [ 26 ]         |
| 会長杯争奪競走 (6周)           | 2    | 栄田義信   | シボレー         | 6:54    | 20   | 榊原真一   | アート・カーチス | 6:58.5  | 7    | 長島正虎    | フォード         | 7:36    | 榊原が圧倒していたが、最終周直前に一回転するスピンを喫し、栄田が1着となる。他にマーモン、テルコ・ビッドルが参加。 | [ 4 ] [ 26 ]         |
| フォード杯競走 (7周)           | 5    | 関根宗次   | アルヴィス       | 8:50    | 22   | 伊澤誠三   | ピアース・アロー | 8:52    | 11   | 川越豊      | ウイリス         | 9:16    | 上位3名で接戦が演じられた。他にフォード、テルコ・ビッドルが参加。 | [ 4 ] [ 26 ]         |
| 飛入競走 (7周)                 | 1    | 市川武男   | マーモン         | 10:09   | 7    | 三津石六郎 | フォード         | 10:22   | 11   | 川越豊      | ウイリス         | 10:56.2 | 上位3名で抜きつ抜かれつのレースとなった。他にシボレーが参加。 | [ 4 ] [ 26 ]         |
| 決勝 (10周)                    | 20   | 榊原真一   | アート・カーチス | 12:19   | 7    | 三津石六郎 | フォード         | 14:24   |      | [ 注釈 12 ] |                  |         | 1日目の決勝レース。 | [ 4 ] [ 26 ]         |
| 早大学生競走 (3周)             |      | 長谷川     | フォード         | 4:48    |      | 猪村       | クロネコ         |         |      |             |                  |         | 1日目の最終レース（余興）。 | [ 4 ] [ 26 ]         |
|                                |      |            |                  |         |      |            |                  |         |      |             |                  |         | |                      |
| 第2日・第1予選 (5周)           | 7    | 長島正虎   | フォード         | 5:48    | 4    | 丸山哲衛   | スワロー         | 5:53    | 8    | 内山駒之助  | テルコ・ビッドル | 7:50    | | [ 5 ] [ 26 ]         |
| 第2日・第2予選 (5周)           | 10   | 木村安治   | ブガッティ       | 5:29    | 3    | 牧野眞     | フォード         | 5:31    | 22   | 伊澤誠三    | ピアース・アロー | 5:47    | 他に諸星（#16）が出走した。1着の平均時速はこの日の最速で、時速およそ87.5 km。直線の最高速では時速176 ㎞（時速110マイル）を記録した。                                                                                          | [ 5 ] [ 26 ]         |
| 第2日・第3予選 (5周)           | 20   | 榊原真一   | アート・カーチス | 5:49    | 2    | 上野倉造   | シボレー         | 6:00    | 11   | 川越豊      | ウイリス         | 6:00.2  | | [ 5 ] [ 26 ]         |
| 第2日・第4予選 (5周)           | 2    | 栄田義信   | シボレー         | 5:43.5  | 5    | 関根宗次   | アルヴィス       | 5:50.5  |      | 内藤喜代治* | ポンティアック   | 10:01   | | [ 5 ] [ 26 ]         |
| 会長杯競争 (7周)               | 20   | 榊原真一   | アート・カーチス | 7:57    | 2    | 上野倉造   | シボレー         | 8:26    | 11   | 川越豊      | ウイリス         | 8:26.5  | 榊原が序盤から悠々と首位を走って圧勝した。2位争いはコーナーはウイリス、直線はシボレーにそれぞれ分があり、ゴールまで白熱した接戦が演じられた。                                                                                 | [ 29 ] [ 26 ]        |
| 報知杯競争 (7周)               | 11   | 川越豊     | ウイリス         | 8:31    | 22   | 伊澤誠三   | ピアース・アロー | 8:36.5  |      | 内藤喜代治* | ポンティアック   |         | 序盤はフォードがリードしたが、5周目にトラブルによりリタイアし、2番手から首位に立ったウイリスが優勝した。 | [ 29 ] [ 26 ]        |
| フォード杯競走 (7周)           | 3    | 牧野眞     | フォード         | 8:24    | 2    | 上野倉造   | シボレー         | 9:29    | 8    | 内山駒之助  | テルコ・ビッドル |         | 牧野が2位以下を周回遅れにして圧勝。2着ドラゴン、3着シボレーの順でゴールしたが、ドラゴンはコースを誤ったため失格となる。 | [ 29 ] [ 25 ] [ 26 ] |
| 飛入競走 (10周)                |      | 内田光雄*  | フォード         | 12:06   | 5    | 関根宗次   | アルヴィス       | 12:17.2 | 1    | 市川四郎    | マーモン         | 12:32.5 | 9台で争われた。 | [ 29 ] [ 26 ]        |
| 決勝 (15周)                    | 20   | 榊原真一   | アート・カーチス | 17:36.2 | 10   | 木村安治   | ブガッティ       | 18:16   | 2    | 栄田義信    | シボレー         | 18:36.2 | 2日目の決勝レース。長島のフォード（#9）が棄権したため、3台で争われた。スタートは木村（ブガッティ）が良かったが、1周目の内に榊原（アート・カーチス）が抜き去り、以降は榊原が2番手以下を大差で引き離して悠々と1着でゴールした。 | [ 29 ] [ 26 ]        |
| 早大学生競走 (3周)             |      | 諏訪       | フォード         | 3:53    |      | 長谷川     | フォード         | 3:58.2  |      | 西村        | シボレー         |         | 2日目の最終レース（余興）。 | [ 29 ] [ 26 ]        |

- *印 出典では姓のみ記載されており、1934年当時のNARCの名簿に基づいて名前を補っている（同姓の別人という可能性を排除できない）。